# The Finer Things
The Finder Things es el álbum de estudio debut de la banda estadounidense de rock State Champs.

## Antecedentes y producción
State Champs se formó en Albany, Nueva York en 2010. La banda consta de Derek Discanio en la voz, Tyler Szalkowski y Tony Díaz en la guitarra, William Goodermote en el bajo y Evan Ambrosio en la batería. La banda lanzó EP 2010 en agosto, que fue seguida rápidamente con Apparently, I'm Nothing EP en enero de 2011. en abril de 2012, el interés en una demostración de "crítica" ayudó a la banda ganar un contrato de grabación, una empresa de gestión y una agencia de reservas. el 19 de abril, se anunció que la banda firmó con Pure Noise Records. la banda lanzó el Overslept EP en septiembre por Pure Noise.
El 9 de abril de 2013, se anunció que la banda había empezado a grabar su álbum debut con el guitarrista Steve Klein de New Found Glory en La Panda Studios en Freemont, California.  Exactamente un mes más tarde, se anunció que la banda había terminado de grabar. Todas las canciones que se iban a presentar en su álbum debut fueron escritas en el dormitorio de Discanio. El álbum ha sido descrito como pop punk.

## Lanzamiento
El 31 de julio de 2013, The Finder Things se anunció para lanzarse, y la lista de canciones y cubierta fueron reveladas. El 20 de agosto, un video musical fue lanzado para "elevated", que fue dirigida por Rob Soucy. La banda teloneo a Hit the Lights en su gira por Australia en septiembre. El 17 de septiembre, "Nothing's Wrong", se puso a disposición para la transmisión. El 26 de septiembre, "Easy Enoug" se puso a disposición para transmisión. el 29 de septiembre, un video musical fue lanzado para "Hard to Please". el 2 de octubre, The Finder Things se puso a disposición para la transmisión, y fue puesto en libertad el 8 de octubre a través de Pure Noise. En noviembre, la banda teloneo Chunk! No, Captain Chunk! en The Truffle Shuffle Tour.
Entre febrero y abril de 2014, la banda hizo soporte a We Are the In Crowd. el mes siguiente, la banda hizo soporte a The Wonder Years en su recorrido por el Reino Unido y Europa La banda entonces se incorporó a la edición 2014 del Warped tour. En octubre de 2014, la banda lanzó el The Acoustic Things EP a través de pure noise. el EP dispone de versiones acústicas de varias canciones de The Finder Things. En octubre y noviembre, la banda co-encabezó el Pure Noise Records tour.

## Recepción
Alcanzó el número 131 en la lista de EE. UU. de Billboard 200 y en el número 2 en la lista Heatseekers Albums. Ha vendido 24.000 copias en los Estados Unidos a partir de septiembre de 2015.
The Finder Things se incluyó en los "50 mejores álbumes de 2013" de Rock Sound en el número 14. Rock Sound también consideró que es uno de los mejores discos de pop punk de la década. El álbum se incluyó en el número 43 de Rock Sound de "Los 51 más esenciales discos de pop punk de todos los tiempos" lista. 

Todas las letras escritas por State Champs, toda la música compuesta por State Champs. 
| N.º   | Título                    | Duración |  |
| 1.    | «"Elevated"»              | 3:29     |  |
| 2.    | «"Deadly Conversation"»   | 3:08     |  |
| 3.    | «"Hard to Please"»        | 3:23     |  |
| 4.    | «"Prepare to Be Noticed"» | 3:27     |  |
| 5.    | «"Over the Line"»         | 3:24     |  |
| 6.    | «"Simple Existence"»      | 3:45     |  |
| 7.    | «"Remedy"»                | 3:24     |  |
| 8.    | «"Nothing's Wrong"»       | 3:18     |  |
| 9.    | «"Mind Bottled"»          | 2:54     |  |
| 10.   | «"Critical"»              | 3:23     |  |
| 11.   | «"Easy Enough"»           | 2:29     |  |
| 34:34 |                           |          |  |

## Posición en listas
| Listas                            | Posición |
| --------------------------------- | -------- |
| U.S. Billboard 200                | 132      |
| U.S. Billboard Heatseekers Albums | 2        |